# Varzim Sport Club
Varzim Sport Club, vanligen känd som Varzim SC, är en fotbollsklubb i Póvoa de Varzim, i norra Portugal, som spelar i Liga 3 (2024/2025). Klubben bildades 1915.